# Чабанівська селищна рада
Чабані́вська се́лищна ра́да —  орган місцевого самоврядування в Києво-Святошинському районі Київської області. Адміністративний центр — селище міського типу Чабани.

## Загальні відомості
Чабанівська селищна рада утворена в 1981 році.
- Територія ради: 48 км²
- Населення ради: 7411 осіб (станом на 2001 рік)

## Населені пункти
Селищній раді підпорядковані населені пункти:
- смт Чабани
- с. Новосілки

## Склад ради
Рада складається з 30 депутатів та голови.
- Голова ради: Загорулько Анатолій Іванович
- Секретар ради: Соболева Олена Олександрівна

### Керівний склад попередніх скликань
| Прізвище, ім'я, по батькові  | Основні відомості                                                | Дата обрання | Дата звільнення |
| ---------------------------- | ---------------------------------------------------------------- | ------------ | --------------- |
| Лебідь Григорій Михайлович   | Селищний голова, 1945 року народження, безпартійний              | 26.03.2006   | 31.10.2010      |
| Загорулько Анатолій Іванович | Селищний голова, 1968 року народження, освіта вища, безпартійний | 31.10.2010   |                 |

Примітка: таблиця складена за даними сайту Верховної Ради України

### Депутати
За результатами місцевих виборів 2010 року депутатами ради стали:

#### За суб'єктами висування
| Суб'єкт висування                 | Кількість обраних депутатів | %    |
| --------------------------------- | --------------------------- | ---- |
| Самовисування                     | 21                          | 70   |
| Політична партія «Сильна Україна» | 7                           | 23,3 |
| Партія регіонів                   | 2                           | 6,7  |

#### За округами
| № округу                          | Прізвище, ім'я, по батькові     | Дата визнання обраним | Освіта             | Партійна приналежність                                      | Відомості про обраного депутата                                                                                 |
| --------------------------------- | ------------------------------- | --------------------- | ------------------ | ----------------------------------------------------------- | --- |
| Партія регіонів                   |                                 |                       |                    |                                                             | |
| 3                                 | Соболєва Олена Олександрівна    | 05.11.2010            | вища               | позапартійна                                                | підприємець |
| 19                                | Позняков Петро Петрович         | 05.11.2010            | вища               | член Партії регіонів                                        | Києво-Святошинський район, адвокат                                                                              |
| Політична партія «Сильна Україна» |                                 |                       |                    |                                                             | |
| 4                                 | Робак Геннадій Романович        | 05.11.2010            | середня спеціальна | член Політичної партії «Сильна Україна»                     | пенсіонер |
| 6                                 | Сєряков Олексій Федорович       | 05.11.2010            | середня спеціальна | член Політичної партії «Сильна Україна»                     | Інститут гідротехніки і меліорації, провідний інженер                                                           |
| 7                                 | Кузнєцов Віталій Олександрович  | 05.11.2010            | середня спеціальна | член Політичної партії «Сильна Україна»                     | «Енотеке Бар», шеф-сомельє                                                                                      |
| 8                                 | Бабій Людмила Іванівна          | 05.11.2010            | вища               | член Політичної партії «Сильна Україна»                     | Лісниківськасільська рада, секретар виконкому                                                                   |
| 9                                 | Піщай Андрій Петрович           | 05.11.2010            | середня            | член Політичної партії «Сильна Україна»                     | ТОВ «Контракт Флорінг сістемс», технічний керівник                                                              |
| 14                                | Пашкевич Вадим Дмитрович        | 05.11.2010            | вища               | позапартійний                                               | Головне управління внутрішніх військ МВС України, старшийофіцер                                                 |
| 16                                | Середа Катерина Петрівна        | 05.11.2010            | вища               | член Політичної партії «Сильна Україна»                     | пенсіонер |
| Самовисування                     |                                 |                       |                    |                                                             | |
| 1                                 | Ситниченко Василь Єрофейович    | 05.11.2010            | середня спеціальна | позапартійний                                               | тимчасово не працює                                                                                             |
| 2                                 | Моторний Валерій Степанович     | 05.11.2010            | вища               | позапартійний                                               | тимчасово не працює                                                                                             |
| 5                                 | Сидоренко Марія Василівна       | 05.11.2010            | середня спеціальна | позапартійна                                                | Чабанівська селищна рада, начальник військовооблікового столу                                                   |
| 10                                | Макарська Наталія Петрівна      | 05.11.2010            | вища               | позапартійна                                                | Національний університет біоресурсів і природокористування України, головний методист бібліотеки                |
| 11                                | Лук'яньонок Ірина Олександрівна | 05.11.2010            | вища               | позапартійна                                                | Чабанівська амбулаторіязагальноїпрактики, головнийлікар                                                         |
| 12                                | Киризлієв Олександр Федорович   | 05.11.2010            | вища               | позапартійний                                               | «ЖКГ Комунальник», керівникОСББ                                                                                 |
| 13                                | Лобовіков Микола Валентинович   | 05.11.2010            | вища               | позапартійний                                               | ТОВ «Мойдодир», директордепартаментупродаж                                                                      |
| 15                                | Титарчук Ігор Миколайович       | 14.11.2010            | вища               | позапартійний                                               | |
| 17                                | Ратушенко Ігор Тарасович        | 05.11.2010            | вища               | член Партії регіонів                                        | дистриб?юторний майданчик ЗАТ «Оболонь», директор                                                               |
| 18                                | Грузинська Валентина Михайлівна | 05.11.2010            | вища               | член Політичної партії "ДІТИ ВІЙНИ «НАРОДНА ПАРТІЯ УКРАЇНИ» | Інститут гідротехніки і меліорації, завідувачка сектору                                                         |
| 20                                | Петренко Леонід Михайлович      | 05.11.2010            | вища               | позапартійний                                               | Державний науково-технічний центр «Дор?якість», начальник відділу тенічногонагляду за будівництвом ЗБК і мостів |
| 21                                | Кузьменко Людмила Юріївна       | 05.11.2010            | середня            | позапартійна                                                | пенсіонер |
| 22                                | Бордусь Дмитро Степанович       | 05.11.2010            | вища               | позапартійний                                               | ТОВ «Вишневий ринок», заступник директора                                                                       |
| 23                                | Петруннікова Тетяна Миколаївна  | 05.11.2010            | вища               | позапартійна                                                | Дитячий будинок «Колиска дитячої надії», директор                                                               |
| 24                                | Матвієнко Віталій Вікторович    | 05.11.2010            | вища               | позапартійний                                               | підприємець |
| 25                                | Шеремет Петро Григорович        | 05.11.2010            | вища               | позапартійний                                               | пенсіонер |
| 26                                | Буніс Надія Дмитрівна           | 05.11.2010            | середня            | позапартійна                                                | пенсіонер |
| 27                                | Климчук Леонід Васильович       | 05.11.2010            | середня            | член Всеукраїнського об'єднання «Батьківщина»               | тимчасово не працює                                                                                             |
| 28                                | Адаменко Євген Анатолійович     | 05.11.2010            | вища               | позапартійний                                               | Міжнароднийфонд «Відродження», інформаційний консультант                                                        |
| 29                                | Самань Петро Іванович           | 05.11.2010            | вища               | член Всеукраїнського об'єднання «Батьківщина»               | підприємець |
| 30                                | Натяга Віктор Петрович          | 05.11.2010            | вища               | позапартійний                                               | пенсіонер |